# Cemetery drive
«Cemetery Drive» es la canción n.º 12 del álbum Three Cheers For Sweet Revenge de la banda My Chemical Romance, publicado en 2004. La canción trata sobre la infidelidad y del sentimiento de culpa de los amantes de que trata el álbum. La historia trata sobre un hombre que tiene como amante a una mujer casada, que es descubierta por su marido entonces ella se mata. Su amante se siente culpable por la muerte de la mujer, y él de alguna manera todavía se imagina estar con ella viva, en el cementerio en donde la entierran.
La canción es tocada para el primer DVD en vivo de la banda, Life On The Murder Scene, y en el álbum en vivo ¡Venganza!.